# Machulince
Machulince es un municipio del distrito de Zlaté Moravce en la región de Nitra, Eslovaquia, con una población estimada a final del año 2024 de 1087 habitantes.
Se encuentra ubicado al noreste de la región, cerca de la frontera con las regiones de Banská Bystrica y Trenčín.

## Demografía
| Año        | 1994 | 2004    | 2014    | 2024    |
| ---------- | ---- | ------- | ------- | ------- |
| Población  | 988  | 1037    | 1126    | 1087    |
| Diferencia |      | +4,95 % | +8,58 % | −3,46 % |

| Año        | 2023 | 2024    |
| ---------- | ---- | ------- |
| Población  | 1090 | 1087    |
| Diferencia |      | −0,27 % |